# Château de Rapetour

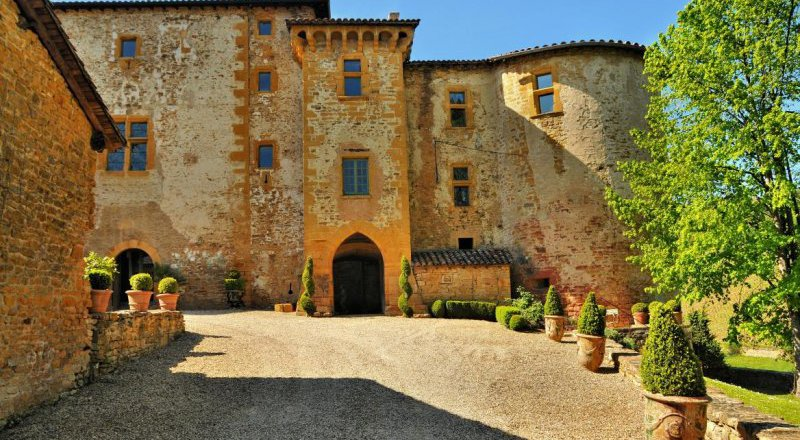
Rapetour en 2018

Le château de Rapetour, parfois orthographié Raptour, est une maison forte du XIIIe siècle qui se dresse à l'entrée du village de Theizé, en Beaujolais dans le département  du Rhône.

## Situation
À l'ouest, sud-ouest du village.

## Histoire
Rapetour était l'un des trois fiefs de Theizé.
Au XIIIe siècle les chevaliers de Viego construisent le donjon sur un fief remis par les Beaujeu.
En 1422 à défaut d'héritier mâle, Henry de Viego, Capitaine Gardiateur de la Ville de Lyon lègue le château à Jean de Varennes.
Au XVIe siècle Rapetour connait une période faste avec la construction de la galerie à l'italienne par Pierre de Varennes, un initié qui laissera dans le château nombre de symboles alchimiques.
Au XVIIe siècle, Claude Brossette, fondateur de l'Académie des beaux-arts et belles lettres de Lyon et intime de Boileau et d'autres écrivains de son temps rachète le domaine.
Claude Brossette a probablement acquis le château intéressé par sa symbolique alchimique et se sert de Rapetour comme un lieu d'étude. En revanche, il n'y dort jamais et vit avec sa famille lorsqu'il est à Theizé dans sa maison de Beauvallon. Il restera dans cette famille jusqu'à la fin de l'Ancien Régime.
Au XIXe siècle, Rapetour est transformé en exploitation agricole et divisé entre plusieurs propriétaires, notamment les familles Danguin et Reilleux.
À partir des années 1970 Madame Chiarinelli de Tarare se passionnera pour Rapetour et grâce à ses efforts de tous les instants  obtiendra le classement du château en 1989. 
C'est à  Madame Chiarinelli que l'on doit la création de l'Association" les amis de Rapetour " 
Reprenant le travail de l'association des "Amis de Rapetour" de Madame Chiarinelli, la famille Gaucherand restaure et réhabilite  la grande majorité de l'édifice. Durant 17 ans, ils œuvrent à la remise en état de l'édifice :    
- le gros œuvre : le château n'étant plus habité depuis longtemps, les murs nord ainsi que la tour ronde sont dégradés au plus haut point et s'écroulent. La toiture est également remise en état grâce aux subventions du patrimoine. Enfin, les terrains du château font l'objet d'un véritable travail d'archéologie : découverte d'anciens escaliers, défrichage et embellissement du jardin.    
- la réhabilitation : Une partie du bâtiment devient lieu d'habitation. C'est au cours de camps d'été (15 jours) et durant plusieurs années que des parties du château sont progressivement restaurées : la chapelle, un des deux escaliers à vis, les balcons de la cour intérieur, ...  Ce travail titanesque est permis grâce à la motivation des jeunes du coin qui allient durant ces séjours, rénovation du patrimoine et camps théâtre.   
Le couple Gaucherand ouvre ses portes lors des journées du patrimoine : les premières années, le succès est tel que l'on compte plusieurs milliers de personnes durant le fameux week-end des passionnés d'histoire. D'ailleurs, l'historienne Maud Roy a écrit son mémoire de master 2 sur "La maison noble de Rapetour en Beaujolais" en 1999.    
Isabelle Gaucherand recevra le prix du patrimoine de Limonest en 2008.   
Rapetour est vendu par les Gaucherand en 2008 : à partir de cette date sera redonné un écrin à Rapetour environné à l'époque des gaucherand d'un petit terrain de 7000 m2 insuffisant pour y réaliser un grand jardin. 

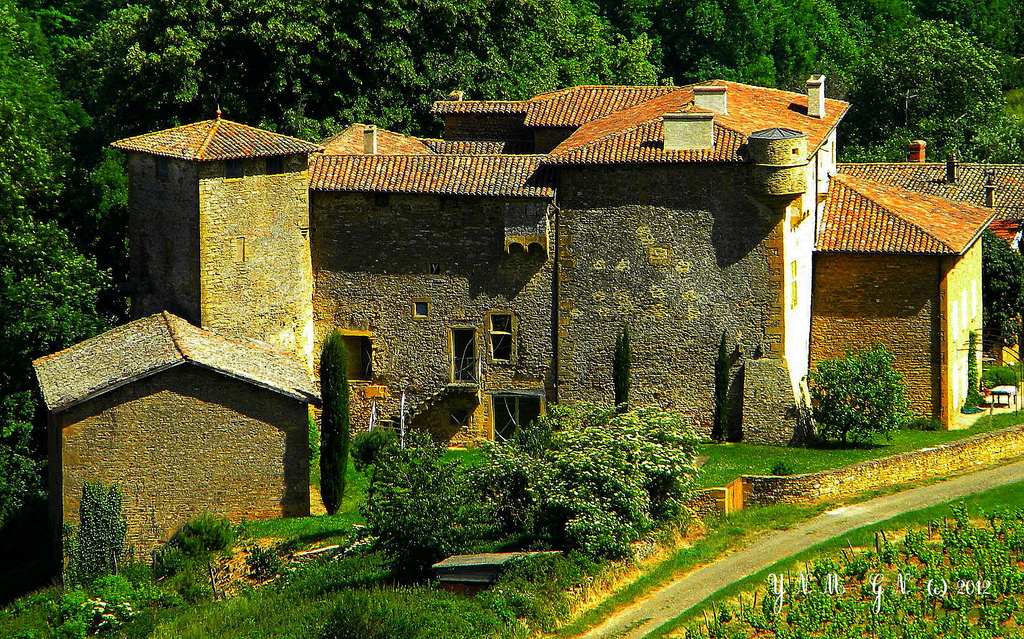
L'environnement triste et en friche de Rapetour en 2008

Plus de 25 ha de terres sont rachetées et un travail colossal de mise en valeur des extérieurs est réalisé avec la plantation de centaines de buis, la création de clos, le défrichage du vallon et la mise en place d'un jardin de simples. Rapetour redevient une exploitation viticole en partenariat avec la SAFER partenaire du projet oeno-touristique. 

Le domaine produit à nouveau, comme il y a plusieurs siècles, un vin rouge et un vin blanc dénommés 'château Rapetour" par le rachat et la mise en valeur des vignes .   

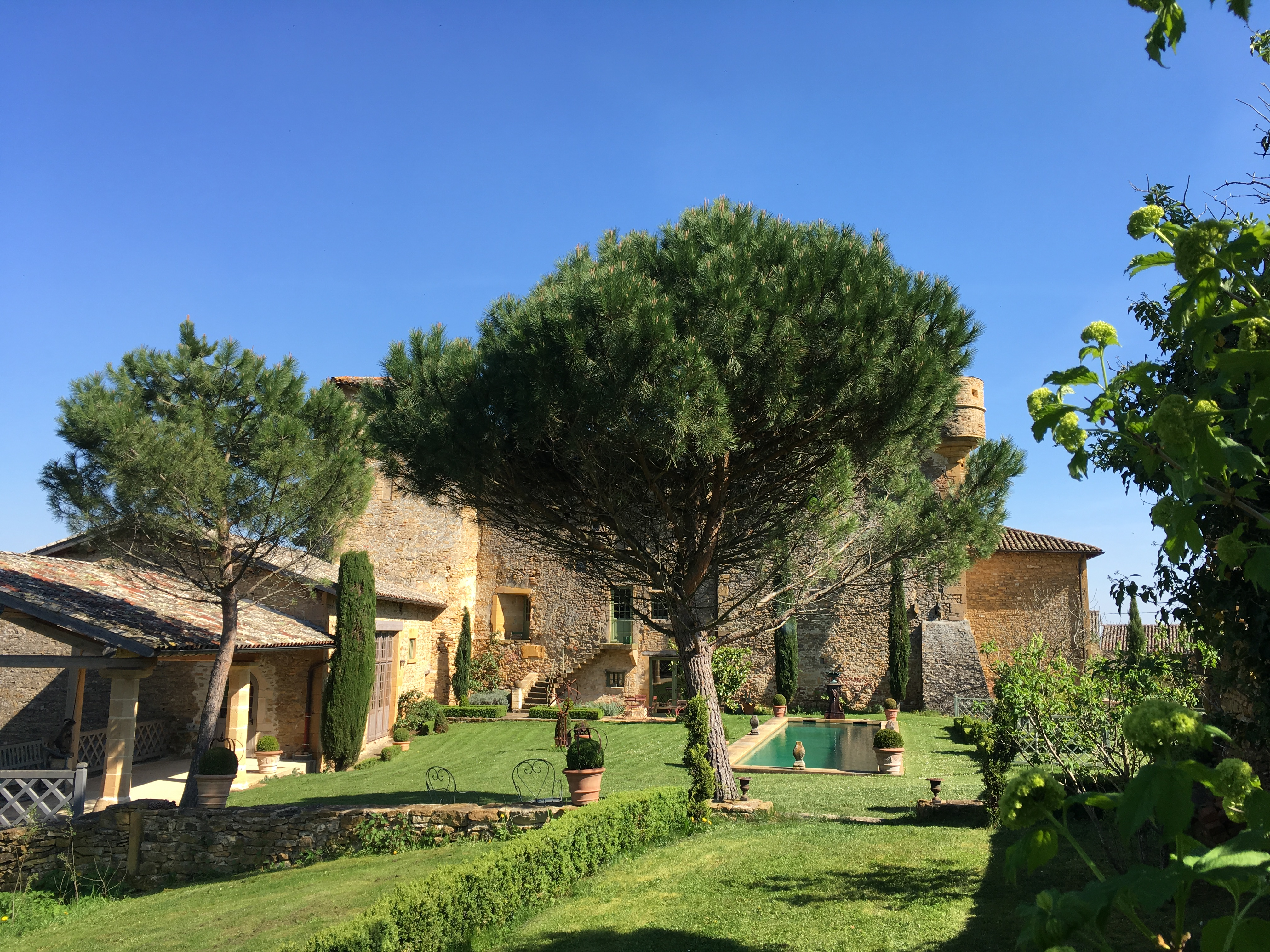
Partie du jardin de rapetour depuis 2009

Parallèlement, sont conduites des recherches sur l'importante symbolique alchimique sculptée ou peinte du château révélant un aspect ésotérique de Rapetour totalement oublié depuis le XVIIIe siècle.   
Le château nécessitera encore de nombreuses années de restauration puisqu'à  ce jour environ 40% seulement du château est restauré et l'un des deux escaliers  à vis reste inutilisable.  
Le château est entièrement classé monument historique.  

Le clos de parterres de buis plantés depuis 2009

Le château produit sur ses vignes adjacentes un beaujolais rouge dénommé château Rapetour.

### Généalogie
Généalogie des trois familles qui se succédèrent à Rapetour :
Viego
- Guillaume se soumet à l'abbé d'Ainay en 1315.
- Jean, fils du précédent, fait de même en 1339.
- Henri  est le dernier représentant de cette famille.

Varennes
- En 1409, à l'extinction de la famille de Viego, Henri II de Varennes prend possession du fief. Il avait épousé Catherine de Franchelin.
- Jean IV († après 1422), fils et successeur des précédents, épouse Aymare de Marmont.
- Aimé II († après 1460), chevalier, fils et successeur des précédents, épouse Louise de la Gellière.
- Antoine Ier († après 1518), fils et successeur des précédents, épouse Guillemine Willemine de la Candèle.
- Pierre II († après 1520), chevalier, succède à son frère Antoine et épouse Jeanne de Rogemont.
- Hippolyte († après 1564), chevalier, fils et successeur des précédents, épouse Claudine de Sainte-Colombe.
- Antoine († après 1592), écuyer, fils et successeur des précédents, épouse Antoinette Rancé de Gletteins
- Jean V († après 1645), chevalier, fils et successeur des précédents, épouse Catherine d'Avey; il est capitaine au régiment d'Alencourt.
- Pontus († après 1672), fils et successeur des précédents, épouse Isabeau de Roquelesne.
- Joseph Ier († après 1713), fils et successeur des précédents, est premier capitaine au régiment de Marcillac.

Brossette
- Claude Brossette (1671 - 1743), ami de Boileau et époux de Marguerite Chavagnieu, rachète le domaine. Il n'y vivra pas, préférant sa maison de Beauvallon.

### Armoiries
- Viego : d'hermine à trois chevrons de sable
- Varennes : losangé d'argent et d'azur
- Brossette : d'azur, au caducée d'or, surmonté d'un soleil du même

Il est à noter que Claude Brossette était initialement un bourgeois de Lyon. En devenant échevin, il accèdera à la noblesse et par conséquent se fera réaliser un blason... sur ce dernier il place nombre de symboles alchimiques démontrant par là même son vif intérêt pour cette discipline et étant lui-même  rose-croix

### Devise
« Non est mortale quod opto » (« je choisis ce qui n'est pas mortel »).
Cette devise apparaît au XVIe siècle dans la branche des Varennes-Rapetour... Elle est tirée de l'ouvrage d'Ovide Les Métamorphoses et a été choisie probablement par Pierre de Varennes.
Les Métamorphoses d'Ovide sont imprimées à Lyon au début du XVIe siècle.

## Description
C'est un logis quadrangulaire flanqué à l'angle Nord-Est d'une tour ronde du XVIe siècle et à l'angle Nord-Ouest d'une tour quadrangulaire du XIVe siècle ; Le bâtiment dans ses parties les plus anciennes est muni de bretèches, de mâchicoulis, d'un chemin de ronde, d'archères, d'arbalétrières, de meurtrières et d'une échauguette.
À l'intérieur du logis, la famille chevaleresque de Viego a construit une « aula » et une chapelle, au XIIIe siècle, pour montrer leur appartenance à l'aristocratie et une camera ou chambre seigneuriale. Des éléments architecturaux remarquables ont donc été conservés.
On découvre dans la cour intérieure, sur trois niveaux, une exceptionnelle galerie à l'italienne du début du XVIe siècle reposant sur des voûtes en pierre dorée en anse de panier. Ladite galerie ornée de blasons des différents propriétaires et de visages. La galerie est desservie par deux tourelles d'escalier à vis. Le château de Rapetour a des grâces qui ne peuvent provenir que de l'autre côté des Alpes et ressemble à s'y méprendre aux castello toscans tels que les a peints giusto utens dans ses lunettes.
Rapetour est un château qui doit se comprendre à travers le courant humaniste propre à Lyon au XVIe siècle.
Le château de Rapetour, est ouvert à la visite